# Twentse Roeivereniging Tubantia
De Twentse Roeivereniging Tubantia is een roeivereniging die gevestigd is op Sportpark Vikkerhoek aan de Kanaaldijk te Hengelo in de Nederlandse provincie Overijssel. De vereniging werd opgericht in 1935. In 2018 waren er circa 200 leden en 51 boten.
Tussen de sluizen Delden en Hengelo in het Twentekanaal beschikt de vereniging over 5,5 km recht vaarwater. De leden roeien wedstrijden, toertochten, marathons en/of roeien recreatief. Jaarlijks organiseert de vereniging de Twentse Winter Wedstrijden waar zowel Nederlandse als buitenlandse ploegen aan meedoen.
Het verenigingslogo bestaat uit een witte, schuine letter 'T' op een blauwe achtergrond. Dit logo wordt toegepast op de roeibladen en op verenigingskledij. Naast dit logo wordt tevens het Twents Ros gevoerd met daaronder gekruiste riemen. Het ros staat echter gespiegeld afgebeeld. Dit heeft als reden dat roeiers zich achteruitkijkend voortbewegen.